# يوستاجو ديفيني
وُلد يوستاجو ديفيني عام 1610، وكان مصنِّعًا إيطاليًا ومُجرِّبًا للأجهزة البصرية للاستخدام العلمي في روما، وتُوفي في عام 1685.

## اصوله
ولِد يوستاجيو في الرابع من أُكتوبر عام 1610 في سان سيفيرينو، مِن عائلة ديفيني المعروفة. توفيت والدته فيرجينيا سانشيني عندما كان يبلغ الرابعة من العمر، وبعدها بسبع سنوات توفي والده تاردوزو ديفيني أيضًا، وتبعًا لذلك، اعتنى أخواه (فينسينزو و كريبيانو) به وبتعليمه قبل انتقالهم إلى روما. في ذلك الوقت، بدأ ديفيني مساره العسكري، ولكن كان عليه التخلي عن ذلك المسار عام 1629 بعد إصابته ببعض الأمراض، ثم عاد إلى أخويه في نهاية المطاف.

## مساره في روما:
شجعه شقيقه فينتشنزو، الذي يتردد على الدائرة الأدبية والعلمية في روما، على متابعة دروس الراهب بنديتو كاستيلي، تلميذ جاليلي. لذلك بدأ يوستاجيو تجربته التكوينية الخصبة الجديدة مع أناس من جيله، مثل: إيفانجليستا تورشيللي، وجيوفاني ألفونسو بوريلي، وبونافينتورا كافاليري، ومايكل أنجلو ريتشي. في أوائل أربعينيات القرن السادس عشر، عمل ديفيني صانعًا للساعات. بعد ذلك، أدت علاقته الجيدة وصداقته مع تورشيللي إلى تنمية الاهتمام المشترك، وبناء الأدوات البصرية و المجاهر والتلسكوبات وتحسينها. يقع مصنع آلات ديفيني في منطقة ميدان نافونا في روما، ومن المحتمل جدًا أن عددًا كبيرًا من الحرفيين (الميكانيكيين وصانعي الزجاج والدباغة وما إلى ذلك) يعملون تحت إشراف ديفيني. منذ عام 1646 إلى نحو منتصف القرن، انتشرت عدساته ونظاراته في جميع أنحاء أوروبا، ما منحه دور مختص البصريات الإيطالي الأول.
كانت العديد من التلسكوبات ذات الأطوال المختلفة مملوكة مِن قِبل سلطات علمانية وكَنَسية بارزة في روما. حصل ديفيني على سمعته وأرباحه ليس فقط بفضل تصنيع الأدوات البصرية فحسب، ولكن أيضًا بفضل تردد دائرة من علماء الكلية الرومانية، إذ كان البحث الفلكي وجودة أدوات المراقبة مهمين.          
على النقيض من فرانشيني، حرفي جاليلي، أنتجت هذه المجموعة أساليب عمل جديدة وأنظمة بصرية جديدة. نُشرت هذه الاكتشافات وانتشرت في جميع أنحاء أوروبا. اشترت محكمة ميديتشي في فلورنسا العديد من تلسكوبات ديفيني ولم تكن منصة اختبار له فحسب، بل كانت أيضًا محركًا منتشرًا لسمعة مختصي البصريات، بسبب دور «Accademia del Cimento» المرتبط بها في إطلاق البحث الفلكي في أوروبا كلها. لذا فليس من المفاجئ أن تخصص أكاديمية لندن للعلوم المرموقة إلى ديفيني مع نقش: Divinus Eustachius De Sancto Severini،Insignis Mathematicus.
استبدل علماء الفلك في Accademia del (Cimento) العديد من أدوات ديفيني لعدسات تورشيللي، وحصلوا على مزيج مثالي مع عدسات ديفيني المحدبة والعينية المكونة. تؤكد الاختبارات والتحليلات الحديثة للتلسكوبات المحفوظة في متحف فلورنسا للعلوم هذه التغييرات على تلسكوبات ديفيني والجودة الأفضل لعدسات تورشيللي الموضوعية.
كان أول منشور لديفيني هو مطبوعة ظهرت عام 1649، حيث كان ينوي توثيق الإمكانيات التي تتيحها التلسكوبات. في الواقع، رسم في المركز رسمًا للسيلنوغرافي مستمدًا

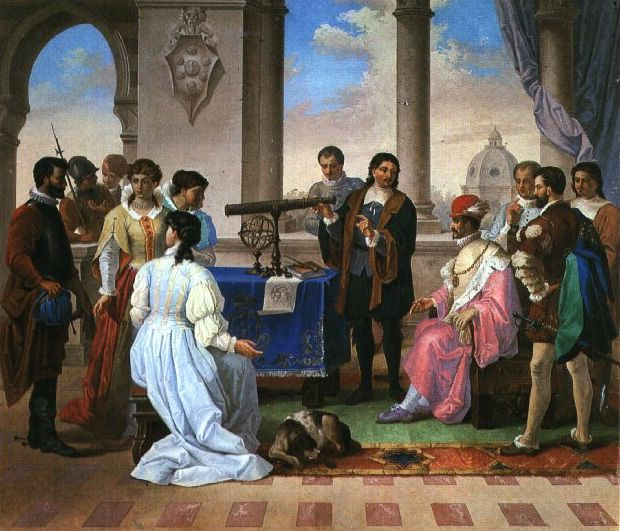
ديفيني في محكمة فيديريكو الثاني دي ميديشي (M. Piervittori 1884)

من ملاحظاته للقمر الكامل في مارس 1649، باستخدام تلسكوبين، وحول هلال زحل والزهرة والمشتري. لقد استحق الشهرة بنحو أساسي لاستخدامه العدسة الميكرومترية المكونة من شبكة من الأسلاك التي أُدخِلت في العدسة ذات الوجهين، التي بفضلها تمكن من رسم نقاط القمر في الموضع المحدد. أعطى أوستاشيو ديفيني نسخة من هذا الرسم البياني في وقت لاحق إلى مسقط رأسه سان سيفيرينو، مسقط رأسه الذي ظل على اتصال مستمر مع شقيقه سيبريانو، وهو رسام راسخ في روما.
مساهمات ديفيني في البصريات الميكروسكوبية والميكانيكا المشتركة مع الأخوين كامباني (جوزيبي وماتيو)، لا جدال فيها. صمم، من بين آخرين، العدسات المزدوجة لتقليل الانحراف اللوني، ابتكر مرآة لإرسال الضوء على العينة المراد ملاحظتها، وصنع مجهر الزهرية. نُقل عن استخدامه من قبل مالبيجي خلال اكتشافه لخلايا الدم الحمراء المتدفقة في الشعيرات الدموية نحو عام 1660.
أعاد أوستاشيو ديفيني اكتشاف البقعة، وظلال الأقمار الصناعية وحزام الشكل المتغير على كوكب المشتري في عام 1665، مع تلسكوباته (بعد عالم الفلك الشهير جيوفاني دومينيكو كاسيني الذي استخدم تلسكوبات ديفيني أول مرة عندما كان يعيش في روما). سمحت هذه الاكتشافات سابقًا بالتجادل حول دوران كوكب المشتري حول محوره، في حين أن ديفيني كان قادرًا على إثبات لمجتمع الهواة وعلماء الفلك أن أدواته كانت فعالة مثل تلك التي صنعها منافسوه، أخوان كامباني، الشركة المصنعة للتلسكوبات لكاسيني.

## العودة إلى سان سيفرينو
في عام 1674، كان أوستاشيو ديفيني لا يزال يعيش في روما، ولكن في وقت لاحق قرر العودة للعيش أخيرًا في سان سيفيرينو، وسبقه فينتشنزو (طبيب حتى عام 1670) وسيبريانو، الذي كُلّف بمناصب عامة مهمة. كانت لديه ثروة كبيرة، وفِّرت خلال حياته المهنية. يتضح هذا من قبل قس القديس لورنزو الذي سجل وفاة ديفيني في 22 فبراير 1685 مخصّصًا مساحة غير عادية نقلًا عن تفاصيل الفعل السيئ لتبرع ديفيني. دُفِن أوستاشيو ديفيني في الكنيسة الثانية اليسرى لكنيسة سان دومينيكو، بالقرب من سلفه الشهير، دومينيكو إنديفيني (1445-1502).
سُمي المعهد التقني في سان سيفيرينو باسم العالم الشهير أوستاشيو ديفيني في عام 1983، بمناسبة تجديد الدراسات التاريخية حول تطوره العلمي والتكنولوجي.

## المَرجع
1. ↑  Hockey، Thomas (2009). The Biographical Encyclopedia of Astronomers. Springer Publishing. ISBN:978-0-387-31022-0. مؤرشف من الأصل في 2019-12-16. اطلع عليه بتاريخ 2012-08-22.
2. ↑  The content of this article is partially translated and adapted from the essay of Gualberto Piangatelli Biography of Eustachio Divini نسخة محفوظة 23 يوليو 2011 على موقع واي باك مشين. with the contribute of students and teachers of ITIS "E. Divini" in San Severino Marche, Italy. نسخة محفوظة 31 يناير 2017 على موقع واي باك مشين.
3. ↑  Roberto Buonanno: Il Cielo sopra Roma: I Luoghi dell'astronomia Ed. Springer pag. 17 نسخة محفوظة 2022-01-16 على موقع واي باك مشين.
4. ↑  Albert Van Helden, Catalogue of early telescopes, Istituto e museo di storia della scienza (Italy), 1999. (preview) نسخة محفوظة 2022-01-16 على موقع واي باك مشين.
5. ↑  enlarged image of Divini's most famous achievement نسخة محفوظة 2019-02-09 على موقع واي باك مشين.
6. ↑  history of microscope technology, by Institute and Museum of History of Science, Florence نسخة محفوظة 2016-11-15 على موقع واي باك مشين.
7. ↑  Description of a new Microscope Divini's paper on Philosophical Transactions of Royal Society, 1668 نسخة محفوظة 30 سبتمبر 2020 على موقع واي باك مشين.
8. ↑  Divini's contribution to limiting chromatic aberration نسخة محفوظة 2020-10-22 على موقع واي باك مشين.
9. ↑  Erich HINTZSCHE, L'invenzione del microscopio, in "Rivista Ciba", n. 27, December 1950, Milan, pp. 870–871
10. ↑  Divini's Vase microscope نسخة محفوظة 2010-06-18 على موقع واي باك مشين.
11. ↑  "lettera di Eustachio Diuini intorno alle macchie nuouamente scoperte nel mese di luglio 1665 nel pianeta di Gioue con suoi cannocchiali, all'illustrissimo a Carlo Antonio Manzini 1666", free search in IMSS Florence نسخة محفوظة 2012-06-29 على موقع واي باك مشين.
12. ↑  Giuseppe Ranaldi Memorie Storiche di S.ta Maria del Glorioso, 1837 pag. 51 نسخة محفوظة 16 يناير 2022 على موقع واي باك مشين.

## روابط خارجية
- يوستاجو ديفيني على موقع الموسوعة البريطانية (الإنجليزية)